# Kotlarka (województwo mazowieckie)
Kotlarka – wieś w Polsce położona w województwie mazowieckim, w powiecie radomskim, w gminie Iłża. Ma status sołectwa.
Do 31 grudnia 1961 w granicach miasta Iłża. Wyłączone tereny o powierzchni 260.77 ha włączono do gromady Błaziny. W latach 1975–1998 miejscowość administracyjnie należała do województwa radomskiego.
Przez wieś przechodzi żółty szlak turystyczny ze Starachowic do Iłży. We wsi znajduje się Ochotnicza Straż Pożarna należąca do Krajowego Systemu Ratowniczo Gaśniczego oraz kościół z XVII w. pod wezwaniem św. Franciszka.
Wierni Kościoła rzymskokatolickiego należą do parafii św. Andrzeja Boboli w Koszarach. We wsi jest kościół filialny pw. św. Franciszka z Asyżu.

## Historia
Słownik geograficzny Królestwa Polskiego i innych krajów słowiańskich wymienia Kotlarkę jako wieś w powiecie i gminie Iłża, parafii Iłża. W drugiej połowie XIX w. wieś posiadała 9 domów, 43 mieszkańców, 82 morgi ziemi.